# Придвор'є (Дренє)
45°22′ пн. ш. 18°16′ сх. д. / 45.36° пн. ш. 18.26° сх. д.
Придвор'є (хорв. Pridvorje) — населений пункт у Хорватії, в Осієцько-Баранській жупанії у складі громади Дренє.

## Населення
Населення за даними перепису 2011 року становило 198 осіб.
Динаміка чисельності населення поселення:

## Клімат
Середня річна температура становить 10,96 °C, середня максимальна – 25,10 °C, а середня мінімальна – -5,74 °C. Середня річна кількість опадів – 719 мм.
| Клімат поселення                              | Клімат поселення | Клімат поселення | Клімат поселення | Клімат поселення | Клімат поселення | Клімат поселення | Клімат поселення | Клімат поселення | Клімат поселення | Клімат поселення | Клімат поселення | Клімат поселення | Клімат поселення |
| Показник                                      | Січ.             | Лют.             | Бер.             | Квіт.            | Трав.            | Черв.            | Лип.             | Серп.            | Вер.             | Жовт.            | Лист.            | Груд.            |                  |
| Середній максимум, °C                         | 5,88             | 7,90             | 12,46            | 16,98            | 22,14            | 25,10            | 24,98            | 24,51            | 20,43            | 15,13            | 9,24             | 5,30             |                  |
| Середня температура, °C                       | 0,04             | 2,09             | 6,66             | 11,17            | 16,32            | 19,29            | 21,05            | 20,57            | 16,50            | 11,20            | 5,30             | 1,38             |                  |
| Середній мінімум, °C                          | −5,74            | −3,73            | 0,85             | 5,36             | 10,51            | 13,47            | 17,12            | 16,62            | 12,56            | 7,26             | 1,40             | −2,58            |                  |
| Норма опадів, мм                              | 45               | 44               | 43               | 55               | 67               | 93               | 66               | 62               | 53               | 63               | 71               | 57               |                  |
| Середньомісячна швидкість вітру, м/с          | 2.11             | 2.40             | 2.68             | 2.58             | 2.30             | 2.10             | 2.09             | 1.90             | 1.90             | 1.99             | 2.10             | 2.19             |                  |
| Середньомісячна сонячна радіація, кДж/м²·день | 4281             | 6957             | 10910            | 15322            | 19226            | 21173            | 22158            | 20331            | 14956            | 9324             | 4885             | 3612             |                  |
| --------------------------------------------- | ---------------- | ---------------- | ---------------- | ---------------- | ---------------- | ---------------- | ---------------- | ---------------- | ---------------- | ---------------- | ---------------- | ---------------- | ---------------- |
| Джерело:                                      |                  |                  |                  |                  |                  |                  |                  |                  |                  |                  |                  |                  |                  |